# Sporting Cristal
Club Sporting Cristal SA este un club sportiv peruan situat în orașul Lima. A fost fondat la 13 decembrie 1955 în districtul Rímac de către inginerul Ricardo Bentín Mujica și soția sa Esther Grande de Bentín, proprietari ai fabricii de bere peruane Backus și Johnston. Clubul și fabrica de bere au fost strâns legate de la înființarea sa și din acest motiv este cunoscut în mod popular ca los Cerveceros („berarii”).
Echipa a jucat în Primera División din 1956, unde a obținut titlul în acel an. Datorită acestei realizări, Cristal este adesea denumit „El club que nació campeón”.  De la prima lor participare, au câștigat titlul ligii de 19 ori și e una dintre puținele echipe din Peru care nu a retrogradat niciodată din divizia superioară. Sporting Cristal este, de asemenea, a doua echipă peruană care a fost încoronată tricampeóns, câștigând succesiv sezoanele 1994, 1995 și 1996.  În 1997, au fost vicecampionii ai Cupei Libertadores, pierzând finala în fața echipei braziliene Cruzeiro. Cristal deține cea mai lungă serie neînvinsă din turneu; 17 jocuri fără a suferi o pierdere.
Cristal are o rivalitate aprinsă cu Club Universitario de Deportes. Unul dintre principalele motive ale dușmăniei dintre cele două părți este seria transferurilor jucătorilor vedeta ai Universitario către Los Celestes. Clubul are, de asemenea, rivalități cu Alianza Lima, Deportivo Municipal și Sport Boys.
Sporting Cristal își joacă acasă la Estadio Alberto Gallardo. Ei joacă la Estadio Nacional pentru competiții internaționale precum Libertadores sau Sudamericana. Estadio Nacional este, de asemenea, locul de desfășurare pentru meciurile împotriva Universitario și Alianza Lima.
În plus față de fotbal, clubul are echipe specializate în futsal, fotbal feminin și volei.

### Coeficient
| Rang | Club                | Coeficient |
| ---- | ------------------- | ---------- |
| 50   | Unión Santa Fe      | 1.504      |
| 51   | Atlético Goianiense | 1.503      |
| 52   | Sporting Cristal    | 1.501      |
| 53   | Botafogo RJ         | 1.499      |
| 54   | América de Cali     | 1.499      |

| Rang | Club             | Coeficient |
| ---- | ---------------- | ---------- |
| 291  | Poli Timișoara   | 1.502      |
| 292  | Žalgiris Vilnius | 1.501      |
| 293  | Sporting Cristal | 1.501      |
| 294  | Neath Athletic   | 1.501      |
| 295  | Slovan Liberec   | 1.500      |

Sursa :

## Lotul actual
La 2 august 2024.
| Nr. |           | Poziție | Jucător                  |
| --- | --------- | ------- | ------------------------ |
| 1   | Peru      | P       | Diego Enríquez           |
| 3   | Peru      | F       | Flavio Alcedo            |
| 4   | Peru      | F       | Gianfranco Chávez        |
| 5   | Peru      | F       | Rafael Lutiger           |
| 6   | Peru      | M       | Jesús Pretell            |
| 7   | Argentina | A       | Santiago González        |
| 8   | Uruguay   | M       | Leandro Sosa             |
| 9   | Uruguay   | A       | Martín Cauteruccio       |
| 10  | Peru      | M       | Christofer Gonzáles      |
| 11  | Peru      | A       | Irven Ávila              |
| 12  | Peru      | P       | Renato Solís             |
| 13  | Peru      | P       | Alejandro Duarte         |
| 15  | Peru      | F       | Jhilmar Lora             |
| 16  | Peru      | A       | Luis Iberico             |
| 19  | Peru      | M       | Yoshimar Yotún (căpitan) |
| 21  | Uruguay   | F       | Franco Romero            |

| Nr. |           | Poziție | Jucător             |
| --- | --------- | ------- | ------------------- |
| 22  | Argentina | M       | Misael Sosa         |
| 23  | Peru      | A       | Maxloren Castro     |
| 24  | Peru      | A       | Fernando Pacheco    |
| 25  | Peru      | M       | Martín Távara       |
| 26  | Peru      | M       | Ian Wisdom          |
| 28  | Argentina | F       | Nicolás Pasquini    |
| 29  | Peru      | F       | Alejandro Pósito    |
| 30  | Peru      | A       | Jostin Alarcón      |
| 32  | Peru      | F       | Leonardo Díaz       |
| 33  | Peru      | P       | César Bautista      |
| 34  | Peru      | M       | Yamir del Valle     |
| 35  | Peru      | F       | Franshesko Cassiano |
| 36  | Peru      | M       | Sebastián Sánchez   |
| 37  | Peru      | F       | Fabrizio Lora       |
| 55  | Brazilia  | M       | Gustavo Cazonatti   |
| 77  | Peru      | M       | Catriel Cabellos    |

## Palmares și statistici

### Titluri și trofee
| Competiții Naționale | Competiții Internaționale                    |
| - Campionatul Peruan (20) : - Campioni : 1956, 1961, 1968, 1970, 1972, 1979, 1980, 1983, 1988, 1991, 1994, 1995, 1996, 2002, 2005, 2012, 2014, 2016, 2018, 2020. - Campionat de Apertura (4) : - Campioni : 1994, 2003, 2015, 2018 - Campionat de Clausura (6) : - Campioni : 1998, 2002, 2004, 2005, 2014, 2016 - Torneo de Verano (1) : - Câștigători : 2018 | - Copa Libertadores : - Finalistă (1) - 1997 |

## Referință
1. ↑  „La grandeza de la Familia Bentín” (în spaniolă). Arhivat din original la 3 ianuarie 2014. Accesat în 14 aprilie 2020.
2. ↑  „Pasiunea „Cervecera": Aflați cum a fost fondat Sporting Cristal” (în spaniolă). Accesat în 14 aprilie 2020.
3. ↑  „Clubul care s-a născut campion” (în spaniolă). FIFA. 23 mai 2012. Arhivat din original la 24 noiembrie 2020. Accesat în 14 aprilie 2020.
4. ↑  „Sporting Cristal a depășit Universitario în titluri la turneele descentralizate” (în spaniolă). La República. 16 decembrie 2018. Accesat în 14 aprilie 2020.
5. ↑  José Luis Pierrend, Carlos Manuel Nieto Tarazona (2013).  rsssf.com, ed. „Peru - Lista tabelelor finale”. Accesat în 10 iulie 2013.
6. ↑  José Luis Pierrend (2007).  ElArea.com, ed. „Libertadores: Date și curiozități”. Accesat în 21 februarie 2011.
7. ↑  internetsceleste.com, ed. (1998). „Equipo Femenino de Fútbol del Sporting Cristal”. Accesat în 4 iunie 2015.
8. ↑  elcristalconquetemiro.com, ed. (2013). „2013: Los Balances. Parte VI: Voley”. Arhivat din original la 27 aprilie 2014. Accesat în 14 aprilie 2020.
9. ↑  „CONMEBOL - coeficient cluburi din America de Sud”. Accesat în 13 septembrie 2020.
10. ↑  „Clasamentul mondial al cluburilor”. Accesat în 13 septembrie 2020.
11. ↑  „PLANTEL PROFESIONAL”. Club Sporting Cristal. Accesat în 14 aprilie 2020.